# کارتاکاپیتال
کارتاکاپیتال یک مجله خبری هفتگی برزیلی است که در سانتانا دی پارنیبا، سائو پائولو و ژواو پسوا، پارائیبا منتشر می‌شود و توسط انتشارات باست در سراسر کشور توزیع می‌گردد. تمرکز اصلی مجله سیاست، اقتصاد، مسائل اجتماعی و فرهنگ است.

## تاریخچه
کارتاکاپیتال به عنوان یک مجله ماهانه در سال ۱۹۹۴ توسط مینو کارتا، یک روزنامه‌نگار ایتالیایی-برزیلی ایجاد شد. در سال ۱۹۶۸، کارتا در کنار ویکتور سیویتا، مجله برجسته خبری برزیل وجا را تأسیس کردند. هشت سال بعد، او ایستوئی، یک مجله خبری محبوب دیگر را ایجاد کرد. کارتا که از نتیجه کار خود در مجلاتی که به ایجاد آنها کمک کرده، ناراضی بود، سرانجام کارتاکاپیتال را به عنوان جایگزینی برای مجلات پیشین تأسیس کرد. کارتاکاپیتال به خاطر خدمه کمی که دارد مشهور است. این مجله فقط یازده روزنامه‌نگار دارد.

## تاریخچه تیراژ اخیر
| سال         | ۲۰۱۵   | ۲۰۱۶ | ۲۰۱۷   | ۲۰۱۸   | ۲۰۱۹ | ۲۰۲۰   | ۲۰۲۱  |
| ----------- | ------ | ---- | ------ | ------ | ---- | ------ | ----- |
| شمارگان سال | ۲۱٬۸۷۷ | N/A  | ۱۷٬۱۳۹ | ۲۶٬۷۰۹ | N/A  | ۱۷٬۰۳۹ | ۲٬۹۱۹ |

## مشارکت‌کنندگان برجسته
- مارسیو آلمائو
- پائولو هنریکه آموریم
- نیرلاندو بیرائو
- سزار کالهون
- والتر فانگانیلو مایروویچ
- آنتونیو دلفیم نتو
- خوزه اونوفره
- سوکراتس
- پدرو الکساندر سانچس
- آنا پائولا سوزا
- دراوزیو وارلا
- توماز وود جونیور.
- مائوریسیو دیاس
- جین ویلیس
- ولادیمیر صفاتله
- جامیلا ریبیرو